# Stara Synagoga we Włodawie
Stara Synagoga we Włodawie – pierwsza, drewniana synagoga znajdująca się we Włodawie, przy dzisiejszej ulicy Czerwonego Krzyża 7.
Synagoga została zbudowana w 1684 roku, zgodnie z przywilejem ówczesnego właściciela Włodawy, Rafała Leszczyńskiego, który pozwolił Żydom zbudować szkołę, bożnicę i jatki rzeźnicze pod warunkiem płacenia czynszu. W 1774 roku na jej miejscu stanęła nowa, murowana synagoga.